# Uvaria saboureaui
Uvaria saboureaui är en kirimojaväxtart som beskrevs av Alberto Judice Leote Cavaco och Monique Keraudren. Uvaria saboureaui ingår i släktet Uvaria och familjen kirimojaväxter. Inga underarter finns listade i Catalogue of Life.